# Min balsamerade mor
Min balsamerade mor är en dramadokumentär på 59 minuter som visades på Sveriges Television den 2 januari 2002 med repris den 5 januari 2002. Filmen är skriven och regisserad efter autentiska händelser och fria tolkningar av dramatikern och regissören Osborn Bladini.
Filmen handlar om greve Gustaf Piper som den 15 augusti 1816 förlorar sin hustru Jaquette Du Rietz, endast 35 år,  i lungsot. Hon efterlämnar fyra döttrar och i sin förtvivlan låter greven balsamera hustrun och placerar henne i sitt hem, Mariedals slott.

## Roller i urval
- Ulrika Olausson - Jaquette Du Rietz
- Ulf Peder Johansson - Gustaf Piper
- Frida Bergesen - Louise Du Rietz
- Alicia Vikander - Ebba Du Rietz
- Emelie Heilmann - Christina Du Rietz
- Lisa Lindegren - Hedvig Du Rietz
- Ylva Ringqvist - Henriette

## Filmarbetare i urval
- Osborn Bladini - regissör
- Tomas Forssander - fotograf
- Pär Berglund - regiassistent